# Kanton Wintzenheim
Kanton Wintzenheim (fr. Canton de Wintzenheim) je francouzský kanton v departementu Haut-Rhin v regionu Grand Est. Tvoří ho 35 obcí. Před reformou kantonů 2014 ho tvořilo 10 obcí.

## Obce kantonu
od roku 2015:
| - Breitenbach-Haut-Rhin - Eguisheim - Eschbach-au-Val - Griesbach-au-Val - Gueberschwihr - Gundolsheim - Gunsbach - Hattstatt - Herrlisheim-près-Colmar - Hohrod - Husseren-les-Châteaux - Luttenbach-près-Munster - Metzeral - Mittlach - Muhlbach-sur-Munster - Munster - Niedermorschwihr - Obermorschwihr | - Osenbach - Pfaffenheim - Rouffach - Sondernach - Soultzbach-les-Bains - Soultzeren - Soultzmatt - Stosswihr - Turckheim - Vœgtlinshoffen - Walbach - Wasserbourg - Westhalten - Wettolsheim - Wihr-au-Val - Wintzenheim - Zimmerbach |

před rokem 2015:
- Eguisheim
- Herrlisheim-près-Colmar
- Husseren-les-Châteaux
- Obermorschwihr
- Turckheim
- Vœgtlinshoffen
- Walbach
- Wettolsheim
- Wintzenheim
- Zimmerbach